# Пражскего повстани (станция метро)
Пражскего повстани (чеш. Pražského povstání) — станция пражского метро линии C.
Открыта 8 мая 1974 года в составе первого пускового участка Соколовская (ныне - Флоренц) - Качеров.
Имя станция получила в память о Пражском восстании 5-8 мая 1945 года. Расположена в районе Площади Героев.
Напротив станции расположены здание МВД Чешской Республики и предприятия Centrotex, трамвайное депо Панкрац и знаменитая тюрьма «Панкрац».